# La Liga Argentina de Básquet
La Liga Argentina de Básquet, abbreviata in LLA, e precedentemente conosciuta anche come Torneo Nacional de Ascenso, è la seconda categoria del Campionato argentino di pallacanestro. È organizzata dal 1992 dall’Asociación de Clubes de Básquetbol (AdC), succedendo alla Liga "B", che ha funzionato come seconda divisione dal 1985 al 1992.
Attualmente, per l'edizione 2024-2025 conta 32 squadre, e il suo formato di competizione è variato nel tempo, adattandosi ai cambiamenti relativi ai posti disponibili all’interno del torneo. Durante la stagione, le squadre si affrontano in una fase regolare seguita dai playoff. Oltre a determinare le squadre che ottengono la promozione per la Liga Nacional de Básquet, il campionato prevede generalmente anche le retrocessioni alla Torneo Federal de Básquetbol, che però sono state sospese in alcune stagioni.

## Storia
Nel 1992, con l’obiettivo di migliorare il livello del basket nazionale in Argentina, venne creato il Torneo Nacional de Ascenso (TNA), che scalzò la Primera Nacional “B” al terzo livello del sistema cestistico argentino. Il nuovo torneo prevedeva sedici partecipanti nella sua prima edizione, con una promozione diretta e due retrocessioni. Inoltre, venne introdotto anche un “repechaje” (spareggio) tra il penultimo classificato della Liga Nacional e il vicecampione del TNA per determinare una possibile seconda promozione, fase che venne disputata dalla stagione inaugurale, quella 1992-93, fino al termine della stagione 1998-99.
Fino alla stagione 2000-01 il torneo mantenne sedici squadre; nella stagione successiva scese a quattordici, tendenza durata due anni prima del ritorno al numero originario, anche se negli anni successivi il totale delle squadre fluttuò frequentemente. Durante questo periodo, il formato di competizione prevedeva due fasi regolari: nella prima le squadre venivano divise per area geografica, nella seconda in base ai risultati ottenuti nella prima fase. Nella stagione 2008-09 fu aggiunta una nuova fase: un ripescaggio per il secondo posto promozione, che coinvolgeva le squadre eliminate in semifinale e la perdente della finale.
Nel 2011, la lega decise di aumentare il numero di squadre a ventuno, per poi stabilizzarsi a venti a partire dal 2012. La stagione 2011-12 fu l’ultima con il vecchio formato: dalla stagione 2012-13, infatti, venne introdotto un sistema in cui le squadre del nord del paese non si incrociavano con quelle del sud fino alle fasi finali, garantendo così una presenza equilibrata di entrambe le regioni fino al termine del torneo.
Nel 2013, prima dell’inizio della stagione 2013-14, l’Asociación de Clubes de Básquetbol (AdC), organizzatrice delle prime due divisioni, bloccò le retrocessioni dalla massima serie, il che portò ad una riduzione di due squadre nel TNA.
Nel 2014, prima dell’inizio della stagione 2014-15, fu deciso di non prevedere retrocessioni al Torneo Federal de Básquetbol, ma di mantenere le promozioni alla Liga Nacional, garantendo così lo stesso numero di squadre partecipanti. Nello stesso anno, pochi mesi dopo che era uscito l’annuncio della chiusura della lega, fu invece resa pubblica l’espansione a 24 squadre per la stagione successiva.
Nel 2015 si ebbe un’ulteriore espansione, da 24 a 28 squadre, con una maggiore regionalizzazione della competizione. Tuttavia, il progetto fallì, e nella stagione 2015-16 si giocò con 26 squadre, numero confermato anche nella stagione successiva.
Infine, si arrivò a 28 squadre nella stagione 2017-2018, la stessa in cui il torneo cambiò nome in La Liga Argentina. In quella stagione si verificò un evento particolare: la squadra del Temperley fu sospesa dal torneo per reiterate infrazioni, tra cui diverse intromissioni del presidente sul campo di gioco e inosservanza delle decisioni della lega. Per questo motivo, il club fu sospeso per 120 giorni, mentre le squadre coinvolte nella lotta salvezza, Echagüe de Paraná e Gimnasia de La Plata, mantennero la categoria.

## Formato e regolamenti

### Regolamento di gioco
Ogni partita ha una durata di quaranta minuti, suddivisi in quattro quarti da dieci minuti ciascuno. Ogni squadra può richiedere due time-out nella prima metà della partita e tre nella seconda metà. Tra il primo e secondo quarto e tra il terzo e quarto ci sono due minuti di pausa; tra il secondo e terzo quarto l’intervallo è di quindici minuti. In caso di parità al termine dei quattro quarti regolamentari, si disputano tanti tempi supplementari quanti necessari per determinare il vincitore.

### Formato di competizione
Il formato della Liga Argentina è stato modificato più volte nel corso del tempo. Per la stagione 2024-2025 è previsto:
- Una promozione in Liga Nacional de Básquet 2025-26, che verrà decisa in una finale tra il campione del Torneo Apertura e quello del Torneo Clausura.

- Una retrocessione alla Liga Federal de Básquetbol 2026, determinata dalla classifica generale che somma i risultati dei due tornei (Apertura e Clausura).

#### Torneo Apertura
Ogni Conference è composta da 16 squadre, suddivise in 2 gruppi da 8 squadre secondo criteri di vicinanza geografica. Ogni squadra disputa 14 partite, e ogni conferenza organizza 4 quadrangolari con i propri 16 partecipanti.
I Quadrangolari, considerati la fase intermedia della stagione, si disputano nella sede dei club classificati al 1° e 2° posto di ciascuna zona. Le partite si svolgono con formula del "tutti contro tutti" tra i club dello stesso gruppo.
- Gruppo 1: 1°–6° Zona A e 4°–8° Zona B;

- Gruppo 2: 1°–6° Zona B e 4°–8° Zona A;

- Gruppo 3: 2°–5° Zona A e 3°–7° Zona B;

- Gruppo 4: 2°–5° Zona B e 3°–7° Zona A;

I primi due classificati di ciascun gruppo accedono al Quadrangolare Semifinale della propria conferenza. Gli altri escono dal Torneo Apertura. Anche in questo caso la sede è unica e scelta per bando. La composizione dei gruppi è la seguente:
- Gruppo A: 1° Gruppo 1, 1° Gruppo 4, 2° Gruppo 2, 2° Gruppo 3;

- Gruppo B: 1° Gruppo 2, 1° Gruppo 3, 2° Gruppo 1, 2° Gruppo 4;

I vincitori dei due Quadrangolari Semifinali accedono al Final Four del Torneo di Apertura. Quest'ultima si disputa in sede unica, selezionata tramite sorteggio.; con le quattro squadre qualificate che si affrontano in girone all'italiana tutti contro tutti. Il vincitore si aggiudica il titolo di Campione del Torneo Apertura della Liga Argentina e acquisisce il diritto a disputare la Finale Promozione contro il vincitore del Torneo Clausura.

#### Torneo Clausura
La fase regolare del Torneo di Clausura prende inizio nel mese di febbraio. Ogni Conference, composta da 16 squadre, sarà suddivisa in 2 gruppi da 8 squadre ciascuno, formati in base alla vicinanza geografica.
Durante la fase regolare, ogni squadra disputerà 14 partite. Al termine di questa fase, si darà avvio a una fase a eliminazione diretta (Playoff), che inizia dai ottavi di finale. La squadra che si aggiudica la vittoria nella serie finale dei Playoff, conquista il titolo di Campione del Torneo Clausura della Liga Argentina e acquisisce il diritto a disputare la Finale Promozione contro il vincitore del Torneo Apertura .

## Squadre attuali
Le squadre che hanno preso parte alla stagione 2024-2025, sono state suddivise in due Conference, Nord e Sud, ciascuna composta da 16 squadre per quanto riguarda il Torneo Clausura. Per il Torneo Apertura, invece, ogni conferenza viene ulteriormente suddivisa in quattro zone, al fine di organizzare la competizione su base territoriale e facilitare la gestione logistica degli incontri.
| Conference Nord | Conference Nord         | Conference Nord                     | Conference Nord          | Conference Nord                        | Conference Nord |
| Zona            | Squadra                 | Città                               | Allenatore               | Stadio                                 | Capacità        |
| --------------- | ----------------------- | ----------------------------------- | ------------------------ | -------------------------------------- | --------------- |
| A               | Barrio Parque           | Córdoba                             | Nicolás Arduh            | El Teatro del Parque                   | 700             |
| A               | Centenario              | Venado Tuerto (Santa Fe)            | Fernando Aguilar         | Estadio Mateo Migiliore                |                 |
| A               | Colón                   | Santa Fe                            | Juan Francisco Ponce     | Estadio Roque Otrino                   | 400             |
| A               | Deportivo Norte         | Armstrong (Santa Fe)                | Alejandro Cupulutti      | Estadio Jorge Ferrero                  | 1.200           |
| A               | Provincial de Rosario   | Rosario                             | Ivan Acosta              | Estadio Salvador Bonilla               |                 |
| A               | Rivadavia de Mendoza    | Rivadavia (Mendoza)                 | Sebastian Torre          | Estadio Leopoldo Juan Brozovix         | 900             |
| A               | CA San Isidro           | San Francisco (Córdoba)             | Sebastian Porta Bosco    | Estadio Antonio Manno                  | 2.200           |
| A               | Sportivo Suardi         | Suardi (Santa Fe)                   | Andres Poi               | Estadio El Gigante de la Avenida       |                 |
| B               | Amancay de La Rioja     | La Rioja                            | Gabriel Albornoz         | Estadio Cristóbal Romero               |                 |
| B               | Com. Mercedes           | Mercedes (Corrientes)               | Eduardo Japez            | Estadio de Comunicaciones              | 3500            |
| B               | Estudiantes Tucumán     | San Miguel de Tucumán               | Martin Manuel De Zan     |                                        |                 |
| B               | Independiente BBC       | Santiago del Estero                 | Julián Pagura            | Estadio Dr. Israel Parnas              | 1.000           |
| B               | Jujuy Básquet           | San Salvador de Jujuy               | Fabian Daveiro           | Estadio Federación de Básquet de Jujuy | 2.000           |
| B               | Montmartre de Catamarca | San Fernando del Valle de Catamarca | Eric Hernan Rovner       | Polideportivo Fray Mamerto Esquiú      | 4.800           |
| B               | Salta                   | Salta                               | Ricardo De Cecco         | Estadio Delmi                          | 10.000          |
| B               | Villa San Martin        | Resistencia                         | Carlos Gaston Castro     | Estadio de Villa San Martín            | 1.200           |
| Conference Sud  |                         |                                     |                          |                                        |                 |
| Zona            | Squadra                 | Città                               | Allenatore               | Stadio                                 | Capacità        |
| A               | El Talar                | Buenos Aires                        | Leandro Genovese         | Polideportivo Las Malvinas             |                 |
| A               | Gimnasia La Plata       | La Plata                            | Fabian Renda             | Polideportivo Víctor Nethol            | 3.000           |
| A               | Hispano Americano       | Río Gallegos                        | Pablo Castro             | Gimnasio Eva Perón                     |                 |
| A               | La Unión                | Colón (Entre Ríos)                  | Martin Guastavino        | Estadio Carlos José Delasoie           | 1.300           |
| A               | Club Atlético Lanús     | Lanús (Buenos Aires)                | Sebastian Saborido       | Microestadio Antonio Rotili            | 3.000           |
| A               | Atletico Pilar          | Pilar (Buenos Aires)                | Roberto Pavlotsky        | Gimnasio Javier Peverelli              |                 |
| A               | Racing Avellaneda       | Avellaneda (Buenos Aires)           | Fernando Rosanova        | Centro Deportivo Racing Club           |                 |
| A               | Tomás de Rocam.         | Concepción del Uruguay (Entre Ríos) | Cristian Domínguez       | Estadio Julio César Paccagnella        | 1.000           |
| B               | Ciclista Juninense      | Junín (Buenos Aires)                | Daniel Jaule             | Estadio El Coliseo del Boulevard       | 2.500           |
| B               | Viedma                  | Viedma                              | Guillermo Bogliacino     | Polideportivo Ángel Cayetano Arias     | 2.500           |
| B               | Argentino Pergamino     | Pergamino (Buenos Aires)            | Laura Cors               | Estadio Ricardo «Dorado» Merlo         | 200             |
| B               | Pico FC                 | General Pico (La Pampa)             | Lisandro De Tomasi       | Estadio Parque Angel Larrea            | 2.000           |
| B               | Quilmes M. Plata        | Mar del Plata (Buenos Aires)        | Ezequiel Santiago Medina | Microestadio José Martinez             | 1.000           |
| B               | Racing de Chivilcoy     | Chivilcoy (Buenos Aires)            | Diego D´Ambrosio         | Grilon Arena                           |                 |
| B               | Unión Mar del Plata     | Mar del Plata (Buenos Aires)        | Fernando Rivero          | Estadio Polideportivo Islas Malvinas   | 8.000           |
| B               | Villa Mitre             | Bahía Blanca (Buenos Aires)         | Hernan Ferrero           | Estadio Jose Martinez                  | 2.800           |

## Albo d'oro
Nota: si riportano solo le promozioni conquistate sul campo.
| Stagione                   | Campione                                                             | Serie                                                                | Finalista                                                            | Promozioni                                                           | Numero squadre |
| -------------------------- | -------------------------------------------------------------------- | -------------------------------------------------------------------- | -------------------------------------------------------------------- | -------------------------------------------------------------------- | -------------- |
| Torneo Nacional de Ascenso |                                                                      |                                                                      |                                                                      |                                                                      |                |
| 1992-93 Dettagli           | Dep. General Roca                                                    | 3 - 0                                                                | Independiente                                                        | Dep. General Roca Independiente                                      | 16             |
| 1993-94 Dettagli           | Deportivo Valle Inferior                                             | 3 - 2                                                                | Pico FC                                                              | Deportivo Valle Inferior                                             | 16             |
| 1994-95 Dettagli           | Luz y Fuerza Posadas                                                 | 3 - 2                                                                | Mendoza de Regatas                                                   | Luz y Fuerza Posadas                                                 | 16             |
| 1995-96 Dettagli           | Obras Sanitarias                                                     | 3 - 1                                                                | Estud. Olavarría                                                     | Obras Sanitarias                                                     | 16             |
| 1996-97 Dettagli           | Belgrano S. Nicolás                                                  | 3 - 0                                                                | Newell's Old Boys                                                    | Belgrano S. Nicolás                                                  | 16             |
| 1997-98 Dettagli           | Libertad Sunchales                                                   | 3 - 2                                                                | SIDERCA                                                              | Libertad Sunchales                                                   | 16             |
| 1998-99 Dettagli           | Quilmes M. Plata                                                     | 3 - 2                                                                | Central Entrerriano                                                  | Quilmes M. Plata                                                     | 16             |
| 1999-00 Dettagli           | Belgrano Tucumán                                                     | 3 - 2                                                                | Gimnasia La Plata                                                    | Belgrano Tucumán                                                     | 16             |
| 2000-01 Dettagli           | Gimnasia La Plata                                                    | 3 - 1                                                                | Regatas Corrientes                                                   | Gimnasia La Plata                                                    | 16             |
| 2001-02 Dettagli           | Ben Hur Rafaela                                                      | 3 - 0                                                                | Ciclista Juninense                                                   | Ben Hur Rafaela                                                      | 14             |
| 2002-03 Dettagli           | Central Entrerriano                                                  | 3 - 2                                                                | Argentino de Junín                                                   | Central Entrerriano Argentino de Junín                               | 14             |
| 2003-04 Dettagli           | River Plate                                                          | 3 - 0                                                                | Regatas Corrientes                                                   | River Plate Regatas Corrientes                                       | 16             |
| 2004-05 Dettagli           | Unión de Formosa                                                     | 3 - 1                                                                | Ciclista Juninense                                                   | Unión de Formosa Ciclista Juninense                                  | 16             |
| 2005-06 Dettagli           | Sionista Paraná                                                      | 3 - 0                                                                | Quimsa                                                               | Sionista Paraná Quimsa                                               | 16             |
| 2006-07 Dettagli           | Monte Hermoso                                                        | 2 - 0                                                                | CAI Neuquén                                                          | Monte Hermoso CAI Neuquén                                            | 14             |
| 2007-08 Dettagli           | Ciclista Olímpico                                                    | 2 - 0                                                                | Club Atlético Lanús                                                  | Ciclista Olímpico Club Atlético Lanús                                | 16             |
| 2008-09 Dettagli           | Unión de Formosa                                                     | 3 - 0                                                                | Unión Sunchales                                                      | Unión de Formosa Unión Sunchales                                     | 16             |
| 2009-10 Dettagli           | Argentino de Junín                                                   | 3 - 0                                                                | San Martín de Corr.                                                  | Argentino de Junín Monte Hermoso                                     | 14             |
| 2010-11 Dettagli           | Quilmes M. Plata                                                     | 3 - 1                                                                | San Martín de Corr.                                                  | Quilmes M. Plata San Martín de Corr.                                 | 16             |
| 2011-12 Dettagli           | Unión Progresista                                                    | 3 - 0                                                                | Argentino de Junín                                                   | Unión Progresista Argentino de Junín                                 | 21             |
| 2012-13 Dettagli           | Est. Concordia                                                       | 3 - 2                                                                | San Martín de Corr.                                                  | Est. Concordia Quilmes M. Plata                                      | 20             |
| 2013-14 Dettagli           | Ciclista Juninense                                                   | 3 - 0                                                                | IACC Córdoba                                                         | Ciclista Juninense San Martín de Corr.                               | 20             |
| 2014-15 Dettagli           | IACC Córdoba                                                         | 3 - 2                                                                | Club 9 de Julio                                                      | IACC Córdoba Club 9 de Julio                                         | 24             |
| 2015-16 Dettagli           | Hispano Americano                                                    | 3 - 2                                                                | Barrio Parque                                                        | Hispano Americano                                                    | 26             |
| 2016-17 Dettagli           | Com. Mercedes                                                        | 3 - 2                                                                | Estud. Olavarría                                                     | Com. Mercedes                                                        | 26             |
| La Liga Argentina          |                                                                      |                                                                      |                                                                      |                                                                      |                |
| 2017-18 Dettagli           | Libertad Sunchales                                                   | 3 - 0                                                                | Estud. Olavarría                                                     | Libertad Sunchales                                                   | 28             |
| 2018-19 Dettagli           | Atlético Platense                                                    | 3 - 2                                                                | CA San Isidro                                                        | Atlético Platense                                                    | 28             |
| 2019-20 Dettagli           | Stagione sospesa e poi annullata a causa della Pandemia da COVID-19. | Stagione sospesa e poi annullata a causa della Pandemia da COVID-19. | Stagione sospesa e poi annullata a causa della Pandemia da COVID-19. | Stagione sospesa e poi annullata a causa della Pandemia da COVID-19. | 28             |
| 2021 Dettagli              | Unión                                                                | 3 - 1                                                                | Villa Mitre                                                          | Unión                                                                | 29             |
| 2021-22 Dettagli           | Independiente de Oliva                                               | 3 - 0                                                                | Zárate Basket                                                        | Independiente de Oliva                                               | 30             |
| 2022-23 Dettagli           | Zárate Basket                                                        | 3 - 2                                                                | Ameghino Villa Maria                                                 | Zárate Basket                                                        | 34             |
| 2023-24 Dettagli           | Atenas Córdoba                                                       | 3 - 2                                                                | Racing de Chivilcoy                                                  | Atenas Córdoba                                                       | 31             |
| 2024-25 Dettagli           | Racing de Chivilcoy                                                  | 3 - 2                                                                | CA San Isidro                                                        | Racing de Chivilcoy                                                  | 32             |

## Vittorie per club
| Club                     | Titoli | Città                      | Anno/i           |
| ------------------------ | ------ | -------------------------- | ---------------- |
| Unión de Formosa         | 2      | Formosa                    | 2004-05, 2008-09 |
| Quilmes M. Plata         | 2      | Mar del Plata              | 1998-99, 2010-11 |
| Libertad Sunchales       | 2      | Sunchales                  | 1997-98, 2017-18 |
| Dep. General Roca        | 1      | General Roca               | 1992-93          |
| Deportivo Valle Inferior | 1      | Viedma                     | 1993-94          |
| Luz y Fuerza Posadas     | 1      | Posadas                    | 1994-95          |
| Obras Sanitarias         | 1      | Buenos Aires               | 1995-96          |
| Belgrano S. Nicolás      | 1      | San Nicolás de los Arroyos | 1996-97          |
| Belgrano Tucumán         | 1      | San Miguel de Tucumán      | 1999-2000        |
| Gimnasia La Plata        | 1      | La Plata                   | 2000-01          |
| Ben Hur Rafaela          | 1      | Rafaela                    | 2001-02          |
| Central Entrerriano      | 1      | Gualeguaychú               | 2002-03          |
| River Plate              | 1      | Buenos Aires               | 2003-04          |
| Sionista Paraná          | 1      | Paraná                     | 2005-06          |
| Monte Hermoso            | 1      | Monte Hermoso              | 2006-07          |
| Ciclista Olímpico        | 1      | La Banda                   | 2007-08          |
| Argentino de Junín       | 1      | Junín                      | 2009-10          |
| Unión Progresista        | 1      | Villa Ángela               | 2011-12          |
| Est. Concordia           | 1      | Concordia                  | 2012-13          |
| Ciclista Juninense       | 1      | Junín                      | 2013-14          |
| IACC Córdoba             | 1      | Córdoba                    | 2014-15          |
| Hispano Americano        | 1      | Río Gallegos               | 2015-16          |
| Com. Mercedes            | 1      | Mercedes                   | 2016-17          |
| Atlético Platense        | 1      | Vicente López              | 2018-19          |
| Unión                    | 1      | Santa Fe                   | 2021             |
| Independiente de Oliva   | 1      | Oliva                      | 2021-22          |
| Zárate Basket            | 1      | Zárate                     | 2022-23          |
| Atenas Córdoba           | 1      | Córdoba                    | 2023-24          |
| Racing de Chivilcoy      | 1      | Chivilcoy                  | 2024-25          |